# 2000년 뉴욕 영화제
제38회 뉴욕 영화제는 2000년 9월 22일에 열린 시상식이다.

## 수상 (비경쟁)

### 장편 상영작
- 춘향뎐 - 임권택
- 보스만과 리나 - 존 베리
- 환희의 집 - 테렌스 데이비스
- 두 어머니의 아들 - 라울 루이즈
- 써클 - 자파르 파나히
- 브라더 - 기타노 다케시
- 트로로사 - 리브 울만
- 조지 워싱톤 - 데이빗 고든 그린
- 고하토 - 오시마 나기사, 버드 보티커
- 폴락 - 에드 해리스
- 이삭줍는 사람들과 나 - 아녜스 바르다
- 화양연화 - 왕가위
- 하나 그리고 둘 - 에드워드 양
- 키푸르 - 아모스 기타이
- 아모레스 페로스 - 알레한드로 곤잘레스 이냐리투
- 비포 나잇 폴스 - 줄리앙 슈나벨
- 타인의 취향 - 아네스 자우이
- 유레카 - 아오야마 신지
- 플랫폼 - 지아장커